# Blanca del Prado (poetisa)
Blanca del Prado (Arequipa, 1903 - Córdoba, 1979) fue una poeta peruana.

## Biografía
Blanca del Prado nació en Arequipa en 1903 en el seno de una familia de poetas y activistas políticos. En su juventud, junto a sus hermanos, frecuentó en Lima las tertulias del filósofo José Carlos Mariátegui.
Entre 1929 y 1930 publicó sus poemas en la revista Amauta. Viajó a Santiago de Chile donde colaboró con La Revista de Educación. Posteriormente se estableció en Córdoba, Argentina, donde desarrolló una intensa carrera literaria.

## Vida personal
En 1930 se casó con el pintor argentino José Malanca, a quien conoció a través de Mariátegui. En 1967 quedó viuda.

## Obra
Gran parte de su obra fue publicada en Argentina. Algunos de sus poemarios son:
- Caima (1933)
- Los días de sol (1938)
- En todos los olvidos (1946)
- Cuentos Poemáticos (1947)
- Yo no quiero mirar la primavera (1968)
- Elegías (1979)